# Canning (ort i Indien)
Canning är en ort i Indien.   Den ligger i distriktet South 24 Paraganas och delstaten Västbengalen, i den östra delen av landet, 1 300 km sydost om huvudstaden New Delhi. Canning ligger 7 meter över havet och antalet invånare är 42 132.
Terrängen runt Canning är mycket platt. Runt Canning är det tätbefolkat, med 709 invånare per kvadratkilometer. Närmaste större samhälle är Bāsanti, 13,2 km söder om Canning. Trakten runt Canning består till största delen av jordbruksmark.